# Selina von Jackowski
Selina von Jackowski (* 10. Dezember 1997 in Berlin) ist eine Schweizer Hürdenläuferin, die sich auf den 100-Meter-Hürdenlauf spezialisiert hat.

## Sportliche Laufbahn
Erste internationale Erfahrungen sammelte Selina von Jackowski im Jahr 2017, als sie bei den U23-Europameisterschaften in Bydgoszcz mit 14,12 s in der ersten Runde ausschied. Anschliessend nahm sie an der Sommer-Universiade in Taipeh teil und schied dort mit 14,69 s im Vorlauf aus, siegte aber mit der Schweizer 4-mal-100-Meter-Staffel in 43,81 s. 2019 schied sie bei den U23-Europameisterschaften im schwedischen Gävle mit 14,50 s in der Vorrunde aus. 2021 startete sie bei den Halleneuropameisterschaften in Toruń über 60 m Hürden, scheiterte dort aber mit 8,36 s in der ersten Runde, und 2023 schied sie bei den World University Games in Chengdu mit 13,74 s im Vorlauf über die Hürden aus und belegte mit der Staffel in 44,81 s den sechsten Platz. 2025 kam sie bei den Halleneuropameisterschaften in Apeldoorn mit 8,22 s nicht über die Vorrunde über 60 m Hürden hinaus.

## Persönliche Bestleistungen
- 100 m Hürden: 13,01 s (+2,0 m/s), 22. Mai 2024 in Eisenstadt
  - 60 m Hürden (Halle): 8,17 s, 23. Februar 2025 in St. Gallen